# Andrzej z Cezarei
Andrzej z Cezarei (VI/VII wiek) – biskup Cezarei Kapadockiej. Autor Komentarza do Apokalipsy i Leczenia (Therapeutike). Jest to najstarszy pełny komentarz do księgi Apokalipsy i dlatego jest ważny dla krytyki tekstu księgi Apokalipsy (zawiera pełny jej tekst).